# Klub Sportowy Pałac Bydgoszcz
Il Klub Sportowy Pałac Bydgoszcz è una società pallavolistica femminile polacca con sede a Bydgoszcz: milita nel campionato polacco di Liga Siatkówki Kobiet.

## Storia
La squadra del Klub Sportowy Pałac Bydgoszcz viene fondata nel 1982. In poco meno di dieci anni raggiunge l'apice della propria storia: agli inizi degli anni novanta, infatti, riesce a vincere una Coppa di Polonia, nella stagione 1990-91, ed un campionato, la stagione successiva.
Dopo quasi dieci anni senza grandi risultati, arriva la vittoria dell'edizione 2000-01 della Coppa di Polonia, ma resta una vittoria isolata. Nella stagione 2004-05 il Bydgoszcz riesce a vincere la sua terza Coppa di Polonia, ottenendo così l'accesso alla prima edizione della Supercoppa polacca, che riesce a vincere al tie-break contro lo Stowarzyszenie Siatkówki Kaliskiej Calisia Kalisz.

## Rosa 2021-2022
| N° | Nome              | Ruolo | Data di nascita   | Nazionalità sportiva |
| -- | ----------------- | ----- | ----------------- | -------------------- |
| 1  | Patrycja Polak    | O     | 23 febbraio 1991  | Polonia              |
| 3  | Tatjana Bokan     | S     | 9 aprile 1988     | Montenegro           |
| 4  | Kamila Kobus      | C     | 29 giugno 1999    | Polonia              |
| 6  | Aleksandra Justka | L     | 13 maggio 2002    | Polonia              |
| 7  | Magdalena Godos   | P     | 12 settembre 1983 | Polonia              |
| 8  | Magdalena Saad    | L     | 14 maggio 1985    | Polonia              |
| 9  | Zuzanna Szperlak  | S     | 20 luglio 2000    | Polonia              |
| 10 | Mariana Cassemiro | S     | 27 marzo 1987     | Brasile              |
| 11 | Paulina Majkowska | C     | 6 febbraio 1995   | Polonia              |
| 12 | Ani Bozdeva       | S     | 30 gennaio 1999   | Bulgaria             |
| 13 | Kinga Różyńska    | C     | 12 luglio 1998    | Polonia              |
| 14 | Dominika Surlit   | S     | 1º gennaio 2003   | Polonia              |
| 15 | Majka Szczepańska | O     | 24 aprile 1995    | Polonia              |
| 17 | Paulina Bałdyga   | P     | 24 luglio 1996    | Polonia              |
| 18 | Letícia Hage      | C     | 9 settembre 1990  | Brasile              |

## Palmarès
- Campionato polacco: 1

1992-93
- Coppa di Polonia: 3

1991-92, 2000-01, 2004-05
- Supercoppa polacca: 1

2005